# Al Na'ir
Al Na'ir (α Gru / α Gruis / Alfa Gruis), conosciuta anche come Al Nair, è una stella della costellazione della Gru. Dista 110 anni luce dalla Terra.
Il suo nome deriva dal nome arabo di questa stella: al-Nayyir min Dhanab al-ḥūt (al-Janūbiyy), che significa "la stella brillante della coda (della costellazione del Pesce)". Questo nome deriva dal fatto che la Gru è una costellazione relativamente moderna.: gli arabi la consideravano parte della vicina costellazione del Pesce Australe, di cui costituiva, appunto, la coda. In Cina era conosciuta come Ke

## Osservazione
Al Na'ir splende alla magnitudine apparente di +1,74, il che ne fa la trentunesima stella più brillante del cielo notturno, e la rende visibile con facilità anche dalle aree urbane di moderate dimensioni. Essendo posta nella parte sud della costellazione della Gru, avendo cioè una declinazione di oltre 40°S, questa stella è difficilmente visibile oltre il 40°N di latitudine e comunque appare nelle regioni mediterranee molto vicina all'orizzonte.

## Caratteristiche fisiche
Al Na'ir ha una temperatura superficiale media di 13.100 K, il che la rende di colore azzurrognolo. la sua classe spettrale è B6V, o B7IV, a seconda degli studi presi in considerazione, si tratta quindi una stella bianco azzurra di sequenza principale o di una Subgigante blu. È 365 volte più luminosa del nostro Sole
. Dalla luminosità e dalla temperatura media si può calcolare il suo raggio, che è 3,6 volte quello solare. La sua relativa vicinanza ha permesso la misura diretta del suo diametro angolare, che risultando 0,1 mas, permette, sulla base della distanza, di inferire un diametro di 3,3 volte quello del Sole, in discreto accordo con la misura derivata dalla temperatura e luminosità.
Come molte altre stelle massive che non hanno raggiunto ancora lo stadio di giganti, Al Na'ir ruota su se stessa molto velocemente. La velocità di rotazione all'equatore è di 236 km/s, permettendole di ruotare in meno di un giorno.
Al Na'ir è una stella che, con un'età di 100 milioni di anni sta giungendo al termine dello stadio di stella nana, cioè sta esaurendo l'idrogeno nel suo nucleo. Essa si appresta quindi a intraprendere il cammino che la condurrà allo stadio di gigante nel quale comincerà a bruciare l'elio che ora sta producendo.
Il telescopio spaziale Spitzer ha rilevato un eccesso di radiazione infrarossa proveniente da Al Na'ir, che suggerisce la presenza di un disco circumstellare in orbita attorno ad essa.
Basandosi sul moto proprio, si pensa che la stella possa far parte dell'Associazione di AB Doradus, un'associazione stellare le cui componenti hanno in comune la stessa origine e lo stesso moto proprio nello spazio. Questa associazione ha un'età stimata di 70 milioni di anni, che considerando un margine d'errore, è plausibile con l'età stimata della stella.